# Vincenzo Guerini (Fußballspieler)
Vincenzo Guerini (* 30. Oktober 1953 in Sarezzo) ist ein ehemaliger italienischer Fußballspieler und späterer -trainer. Als Spieler beim AC Brescia und beim AC Florenz aktiv sowie einfacher italienischer Nationalspieler, führte er als Trainer den AC Ancona zum Aufstieg in die Serie A und ins italienische Pokalfinale. Außerdem coachte er unter anderem den FC Empoli, SPAL Ferrara sowie Ternana Calcio.

## Spielerkarriere
Vincenzo Guerini wurde am 30. Oktober 1953 im norditalienischen Sarezzo geboren und begann seine Spielerkarriere zunächst beim Amateurklub Coffea Virle, wo er allerdings ausschließlich die Jugendabteilung besuchte. Von dort aus verpflichtete ihn der AC Brescia 1970 ebenfalls noch für die eigene Jugend. In Brescia spielte Guerini noch ein Jahr im Jugendbereich, ehe er unter Trainer Andrea Bassi erste Einsätze im Profibereich im Rahmen der Serie B 1971/72 sammelte. Der AC Brescia belegte in jener Saison am Ende mit Rang zwölf einen Mittelfeldplatz. Im Folgejahr war Vincenzo Guerini mehr als Stammspieler für den AC Brescia aktiv, diesmal verhinderte die Mannschaft den Abstieg in die Drittklassigkeit nur aufgrund der besseren Tordifferenz gegenüber dem AC Mantova und dem AC Monza.
Im Sommer 1973 wurde Vincenzo Guerini zum AC Florenz transferiert. Mit der Fiorentina belegte er in seiner ersten Spielzeit den sechsten Platz in der Serie A. Im Spieljahr darauf wurde man Achter. In der Coppa Italia 1974/75 erreichte das Team von Trainer Nereo Rocco das Endspiel, nachdem man in der zweiten Gruppenphase den AC Turin, den AS Rom sowie den SSC Neapel hinter sich gelassen hatte. Im Endspiel wartete der AC Mailand. Mit 3:2 konnte sich der AC Florenz in diesem Finale durchsetzen und zum vierten Mal in seiner Vereinsgeschichte die Coppa Italia gewinnen. Vincenzo Guerini trug dabei mit seinem Treffer zum zwischenzeitlichen 2:1 in der 54. Spielminute durchaus entscheidend zum Pokalerfolg der Toskaner teil. Im gleichen Jahr kam Guerini auch zu seinem ersten und einzigen Einsatz in der italienischen Fußballnationalmannschaft. Am 29. Dezember 1974 war er Teil der Squadra Azzurra, die in Genua gegen Bulgarien torlos remis spielte.
Noch 1975 endete die fußballerische Laufbahn von Vincenzo Guerini abrupt im Alter von nur 22 Jahren. Nach einer Partie der italienischen U23-Nationalmannschaft hatte er zusammen mit seinem Florenzer Teamkollegen Domenico Caso einen Autounfall auf der Rückfahrt von Ascoli Piceno nach Florenz. Während Caso seine Karriere fortsetzen konnte, musste Vincenzo Guerini ebendiese nach dem Verkehrsunfall beenden. Insgesamt machte er für den AC Florenz 53 Ligaspiele im Rahmen der Serie A, in denen ihm ein Torerfolg gelang. Zuvor war er für den AC Brescia in 34 Ligaspielen aufgelaufen und hatte sechs Treffer erzielt.

## Trainerkarriere
Ab 1979 war Vincenzo Guerini Trainer im Jugendbereich seines alten Vereins AC Florenz. Dieses Amt bekleidete er bis 1983, ehe er den damaligen Zweitligisten FC Empoli als Cheftrainer übernahm. Empoli war im Jahr zuvor aus der Serie C1 aufgestiegen und schaffte unter Guerini in der Serie B 1983/84 als Sechzehnter knapp den Klassenerhalt. Ein Punkt trennte die Mannschaft vom ersten Absteiger US Palermo. Im Jahr darauf landete Guerini mit dem FC Empoli auf dem achten Rang der Serie B. Im Sommer 1985 trennten sich die Wege von Empoli und Trainer Vincenzo Guerini wieder, sein Nachfolger wurde Gaetano Salvemini, der den Verein schließlich 1986 zum ersten Mal in der Vereinsgeschichte in die Serie A führte. Guerini übernahm zur Saison 1985/86 beim Erstligaaufsteiger SC Pisa, mit dem er allerdings nach Ende der Saison den Gang zurück in die Zweitklassigkeit antreten musste. Zwei Zähler fehlten Pisa dabei zum rettenden Ufer. Danach endete Guerinis Engagement in Pisa wieder und er wurde zur folgenden Saison neuer Coach des FC Bologna. Bei dem in der Serie B verschwundenen Traditionsverein hatte Guerini auch wenig Erfolg und wurde gegen Saisonende durch Giovan Battista Fabbri abgelöst. In der Folgesaison trainierte Vincenzo Guerini mit der US Catanzaro einen weiteren Zweitligisten und verpasste den Aufstieg in die Serie A nur um einen Platz und einen Punkt gegenüber Atalanta Bergamo. Von 1988 bis 1989 war er danach Coach seines alten Klubs Brescia Calcio, mit dem er allerdings nur knapp den Abstieg in die dritte Liga vereitelte.
Im Sommer 1989 wurde Vincenzo Guerini neuer Verantwortlicher an der Seitenlinie des Serie-B-Vereins AC Ancona. In Ancona arbeitete Guerini in der Folge fünf Jahre lang bis 1994 und schaffte mit dem Verein erstmals überhaupt in der Vereinsgeschichte den Sprung in die Erstklassigkeit. Man beendete die Serie B 1991/92 auf dem dritten Platz hinter Brescia Calcio und Pescara Calcio und stieg damit in die Serie A auf. Dort ereilte die Mannschaft um Spieler wie Massimo Gadda, Lajos Détári oder Miloš Glonek allerdings als Vorletzter der Tabelle der direkte Wiederabstieg. Vincenzo Guerini blieb dennoch Trainer des AC Ancona und sorgte mit dem Verein im Jahr darauf für eine weitere Überraschung. Nach Erfolgen über die US Avellino, den AC Venedig sowie Torino Calcio zog Guerini mit dem AC Ancona ins Endspiel um die Coppa Italia 1993/94 ein, wo man auf Sampdoria Genua traf. Nachdem das Hinspiel im heimischen Stadio del Conero torlos remis geendet hatte, hielt Ancona auch im Rückspiel bis zur Pause das 0:0, musste sich am Ende aber noch deutlich mit 1:6 geschlagen geben und verpasste den ganz großen Wurf. Wenig später trat Vincenzo Guerini nach fünf Jahren als Trainer des AC Ancona zurück.
Zur Serie A 1994/95 übernahm Guerini den kränkelnden SSC Neapel, wurde aber schon nach sechs Spieltagen entlassen. Nur kurze Zeit später verpflichtete ihn der Drittligist SPAL Ferrara, wo er in der Folge bis Anfang 1996 beschäftigt war. Ab dem 10. Spieltag der Zweitligaspielzeit 1996/97 betreute Guerini Reggina Calcio und führte das Team am Ende auf den zehnten Tabellenplatz. Von 1997 bis 1998 folgte ein einjähriges Engagement in der Serie A bei Piacenza Calcio, das er als Dreizehnter zum Klassenerhalt führte. Zwischen 1998 und 2000 zeichnete Guerini für die sportlichen Geschicke bei Ternana Calcio verantwortlich und schaffte mit dem Klub zweimal den Klassenverbleib in der Serie B. Im gleichen Jahr war er für kurze Zeit Coach von Catania Calcio. Nach einer halbjährigen Tätigkeit beim AC Siena von 2001 bis 2002 ging Vincenzo Guerini 2002 erstmals ins Ausland, um dort einen Verein zu trainieren. Seine Tätigkeit in Griechenland bei Panachaiki Patras war jedoch nicht von Erfolg gekrönt. 2003 folgte erneut kurz eine Arbeit in Catania. Auch sein Engagement beim US Catanzaro von 2005 bis 2006 war nicht weiter von Erfolg gekrönt.
Zum bis heute letzten Mal auf der Trainerbank saß Vincenzo Guerini zum Ende der Serie A 2011/12 beim AC Florenz. Zuvor war Fiorentina-Coach Delio Rossi entlassen worden, nachdem er gegenüber dem Spieler Adem Ljajić handgreiflich geworden war. Als Interimslösung übernahm Guerini das Traineramt in Florenz und bekleidete dieses über die letzten beiden Spieltage hinweg. Zur neuen Saison wurde Vincenzo Montella neuer Trainer des AC Florenz. Zuvor war Guerini seit 2011 als Manager beim AC Florenz tätig. Dieses Amt bekleidet er bis heute.

## Erfolge

### Als Spieler
- Italienischer Pokalsieg: 1×

1974/75 mit dem AC Florenz
- Englisch-italienischer Ligapokal: 1×

1975 mit dem AC Florenz

### Als Trainer
- Mitropapokal: 1×

1985/86 mit dem SC Pisa
- Campionato Primavera: 1×

1982/83 mit dem AC Florenz
- Torneo di Viareggio: 1×

1982 mit dem AC Florenz